# ألينا سميث
ألينا سميث (بالإنجليزية: Alina Smith)‏ هي عازفة بيانو ومنتجة أسطوانات وكاتبة غنائية أمريكية، ولدت في 25 أغسطس 1991 في سانت بطرسبرغ في روسيا.